# Leptopharsa heidemanni
Leptopharsa heidemanni är en insektsart som först beskrevs av Henry Fairfield Osborn och Drake 1916.  Leptopharsa heidemanni ingår i släktet Leptopharsa och familjen nätskinnbaggar. Inga underarter finns listade i Catalogue of Life.